# Oxley Highway

Oxley Highway

De Oxley Highway is een weg in New South Wales, Australië. Hij begint in Nevertire, waar hij zich van de Mitchell Highway afsplitst en verbindt de plaatsen Warren, Gilgandra, Coonabarabran, Gunnedah, Tamworth, Bendemeer, Walcha, Wauchope met Port Macquarie aan de kust van de Tasmanzee
De weg is genoemd naar John Oxley, de eerste Europeaan die het binnenland van New South Wales verkende in 1818.
De Oxley Highway heeft verbindingen met de volgende wegen: 
- Castlereagh Highway bij Gilgandra
- Newell Highway bij Coonabarabran
- New England Highway bij Tamworth
- Pacific Highway bij Port Macquarie